# Gourlizon
Gourlizon (tiếng Breton: Gourlizon) là một xã của tỉnh Finistère, thuộc vùng Bretagne, miền tây bắc Pháp.

## Dân số
Người dân ở Gourlizon được gọi là Gourlizonais.